# ジェレミー・ブロー
ジェレミー・ブロー（Jérémie Broh 、1997年3月21日 - ）は、イタリア・パルマ出身のプロサッカー選手。パレルモ所属。ポジションは、ミッドフィールダー。

## クラブ歴
2015年5月18日、フィオレンティーナ戦でセリエAデビューを果たした。
2019年7月30日、コゼンツァへローン移籍で加入した。
2020年9月25日、パレルモと3年契約を結んだ。